# Чемпионат России по гандболу среди женщин
Чемпионат России по гандболу среди женщин — совокупность турнирных матчей среди женских гандбольных команд России. Проводится с 1992 года. Организацией занимается Федерация гандбола России. Согласно официальным российским правилам гандбола Чемпионат проводится среди команд суперлиги, высшей и первой лиг. Однако традиционно Чемпионатом России принято считать состязания среди команд суперлиги, а среди спортсменов высшей и первой — всероссийскими соревнованиями.

## Правила
Условия проведения Чемпионата России определяет Министерство спорта РФ и Федерация гандбола России. Ежегодно разрабатываются Приложения, которые утверждаются Исполкомом ФГР и содержат состав участников, систему, сроки и места проведения соревнований, списки судей на площадке и судей-инспекторов.
В состав команды могут входить максимум тридцать четыре человека, включая двадцать восемь спортсменов (из которых только пять могут быть иностранными, при этом во время игры на площадке могут находиться только трое), двух тренеров, врача, массажиста, начальника и администратора команды.
Обязательным условием участия в Чемпионате для клубов является наличие у них не менее чем одной детско-юношеской спортивной команды, которая участвовала за счёт этого спортивного клуба и от его имени не менее чем в одном официальном спортивном соревновании по гандболу, независимо от уровня его проведения.
Турнир проводится в два этапа: предварительный — по круговой системе (игры с разъездами), финальный — серия плей-офф. Места в турнире определяются по наибольшей сумме набранных очков за все игры: за победу начисляется два очка, за ничью — одно, за проигрыш — не начисляются. При равенстве очков у нескольких команд места определяются по: наибольшему количеству очков, лучшей разнице заброшенных и пропущенных мячей, наибольшему количеству заброшенных мячей на поле соперника (только для двух команд), наибольшему количеству заброшенных мячей (для трёх и более команд), лучшей разнице заброшенных и пропущенных мячей в играх между этими командами, а также лучшей разнице заброшенных и пропущенных мячей, наибольшему количеству побед, наибольшему количеству заброшенных мячей во всех матчах соревнования. Если команды сыграли вничью на финальном этапе соревнований победителя определяют по результату дополнительного игрового времени. После которого, если ситуация не изменилась, назначают серию семиметровых штрафных бросков.
Чемпионы России награждаются переходящим Кубком, золотыми медалями и дипломами первой степени Минспорта и ФГР. Команды, занявшие второе и третье места награждаются, соответственно, серебряными и бронзовыми медалями, дипломами второй и третьей степеней Минспорта и ФГР.

## История

### СССР
Первый Чемпионат СССР по гандболу среди женщин состоялся в 1956 году. Золотые медали завоевал «Буревестник» (Киев). Этот и последующие пять турниров проходили по системе 11×11.
В 1962 году решением президиума Федерации гандбола СССР первенства страны проводили только по системе 7×7. Первыми чемпионами стали спортсмены московского «Труда». Всего было проведено тридцать чемпионатов. За это время чемпионское звание выиграло пять клубов: Спартак (Киев) — двадцать побед, Луч (Москва) — пять, Кубань (Краснодар) — две, Жальгирис (Каунас) — две, Ростсельмаш (Ростов-на-Дону) — две.

### Россия
В связи с распадом СССР в сезоне 1991—1992 годов проводился Открытый чемпионат СНГ, где победителем стала команда «Кубань» (Краснодар). Это был первый и единственный турнир такого плана.
2 марта 1992 года в Волгограде была проведена первая учредительная конференция по созданию новой общественной спортивной организации — «Союз гандболистов России». В этом же году СГР был признан правопреемником прекратившей своё существование Федерации гандбола СССР. Чемпионаты России проводятся ежегодно с момента становления СГР.
По состоянию на июнь 2023 года всего состоялось тридцать один турнир. Чемпионами становились: Динамо, (Волгоград) — двенадцать побед (учитывая игры под другими названиями — «Ротор», «Аква», «Динамо-Аква»), Лада (Тольятти) — шесть, Ростов-Дон (Ростов-на-Дону) — семь (учитывая игры под прежним названием — «Ростсельмаш»), ЦСКА (Москва) — две, Источник (Ростов-на-Дону) — две, Звезда (Звенигород) — одна, Астраханочка (Астрахань) — одна.

## Призёры

### Распределение призовых мест
| №  | Сезон     | Золото                       | Серебро                      | Бронза                       |
| 1  | 1992/1993 | Ротор (Волгоград)            | Ростсельмаш (Ростов-на-Дону) | Россиянка (Волгоград)        |
| 2  | 1993/1994 | Ростсельмаш (Ростов-на-Дону) | Россиянка (Волгоград)        | Источник (Ростов-на-Дону)    |
| 3  | 1994/1995 | Ротор (Волгоград)            | Ростсельмаш (Ростов-на-Дону) | Источник (Ростов-на-Дону)    |
| 4  | 1995/1996 | Ротор (Волгоград)            | Источник (Ростов-на-Дону)    | Ростсельмаш (Ростов-на-Дону) |
| 5  | 1996/1997 | Источник (Ростов-на-Дону)    | Кубань (Краснодар)           | Ростсельмаш (Ростов-на-Дону) |
| 6  | 1997/1998 | Источник (Ростов-на-Дону)    | Кубань (Краснодар)           | Аква (Волгоград)             |
| 7  | 1998/1999 | Аква (Волгоград)             | Кубань (Краснодар)           | АГУ-АдыИФ (Майкоп)           |
| 8  | 1999/2000 | Аква (Волгоград)             | Кубань (Краснодар)           | АдыИФ-Элита (Майкоп)         |
| 9  | 2000/2001 | Аква (Волгоград)             | Лада (Тольятти)              | Ростсельмаш (Ростов-на-Дону) |
| 10 | 2001/2002 | Лада (Тольятти)              | Аква (Волгоград)             | Ростсельмаш (Ростов-на-Дону) |
| 11 | 2002/2003 | Лада (Тольятти)              | Аква (Волгоград)             | Ростов-Дон (Ростов-на-Дону)  |
| 12 | 2003/2004 | Лада (Тольятти)              | Динамо-Аква (Волгоград)      | Ростов-Дон (Ростов-на-Дону)  |
| 13 | 2004/2005 | Лада (Тольятти)              | Динамо (Волгоград)           | Ростов-Дон (Ростов-на-Дону)  |
| 14 | 2005/2006 | Лада (Тольятти)              | Динамо (Волгоград)           | Звезда (Звенигород)          |
| 15 | 2006/2007 | Звезда (Звенигород)          | Лада (Тольятти)              | Динамо (Волгоград)           |
| 16 | 2007/2008 | Лада (Тольятти)              | Звезда (Звенигород)          | Динамо (Волгоград)           |
| 17 | 2008/2009 | Динамо (Волгоград)           | Звезда (Звенигород)          | Лада (Тольятти)              |
| 18 | 2009/2010 | Динамо (Волгоград)           | Звезда (Звенигород)          | Ростов-Дон (Ростов-на-Дону)  |
| 19 | 2010/2011 | Динамо (Волгоград)           | Ростов-Дон (Ростов-на-Дону)  | Лада (Тольятти)              |
| 20 | 2011/2012 | Динамо (Волгоград)           | Ростов-Дон (Ростов-на-Дону)  | Лада (Тольятти)              |
| 21 | 2012/2013 | Динамо (Волгоград)           | Ростов-Дон (Ростов-на-Дону)  | Звезда (Звенигород)          |
| 22 | 2013/2014 | Динамо (Волгоград)           | Лада (Тольятти)              | Ростов-Дон (Ростов-на-Дону)  |
| 23 | 2014/2015 | Ростов-Дон (Ростов-на-Дону)  | Лада (Тольятти)              | Астраханочка (Астрахань)     |
| 24 | 2015/2016 | Астраханочка (Астрахань)     | Ростов-Дон (Ростов-на-Дону)  | Лада (Тольятти)              |
| 25 | 2016/2017 | Ростов-Дон (Ростов-на-Дону)  | Лада (Тольятти)              | Кубань (Краснодар)           |
| 26 | 2017/2018 | Ростов-Дон (Ростов-на-Дону)  | Лада (Тольятти)              | Астраханочка (Астрахань)     |
| 27 | 2018/2019 | Ростов-Дон (Ростов-на-Дону)  | Лада (Тольятти)              | Кубань (Краснодар)           |
| 28 | 2019/2020 | Ростов-Дон (Ростов-на-Дону)  | Лада (Тольятти)              | ЦСКА (Москва)                |
| 29 | 2020/2021 | ЦСКА (Москва)                | Ростов-Дон (Ростов-на-Дону)  | Лада (Тольятти)              |
| 30 | 2021/2022 | Ростов-Дон (Ростов-на-Дону)  | ЦСКА (Москва)                | Лада (Тольятти)              |
| 31 | 2022/2023 | ЦСКА (Москва)                | Ростов-Дон (Ростов-на-Дону)  | Звезда (Звенигород)          |
| 32 | 2023/2024 | ЦСКА (Москва)                | Ростов-Дон (Ростов-на-Дону)  | Астраханочка (Астрахань)     |
| 33 | 2024/2025 | ЦСКА (Москва)                | Ростов-Дон (Ростов-на-Дону)  | Астраханочка (Астрахань)     |

### Статистика по клубам
| Позиция | Клуб                        | Med_1.png | Med_2.png | Med_3.png | Всего |
| ------- | --------------------------- | --------- | --------- | --------- | ----- |
| 1       | Динамо-Синара (Волгоград)   | 12        | 5         | 3         | 20    |
| 2       | Ростов-Дон (Ростов-на-Дону) | 7         | 10        | 9         | 26    |
| 3       | Лада (Тольятти)             | 6         | 8         | 6         | 20    |
| 4       | ЦСКА (Москва)               | 4         | 1         | 1         | 6     |
| 5       | Источник (Ростов-на-Дону)   | 2         | 1         | 3         | 6     |
| 6       | Звезда (Звенигород)         | 1         | 3         | 3         | 7     |
| 6       | Астраханочка (Астрахань)    | 1         | 0         | 4         | 5     |
| 8       | Кубань (Краснодар)          | 0         | 4         | 2         | 6     |
| 9       | Россиянка (Волгоград)       | 0         | 1         | 1         | 2     |
| 10      | АГУ-Адыиф (Майкоп)          | 0         | 0         | 1         | 1     |

## Комментарии
1. ↑  Учитывая игры под другими названиями — «Ротор», «Аква», «Динамо-Аква», «Динамо».
2. ↑  Учитывая игры под другим названием — «Ростсельмаш».